# خیال‌بافی

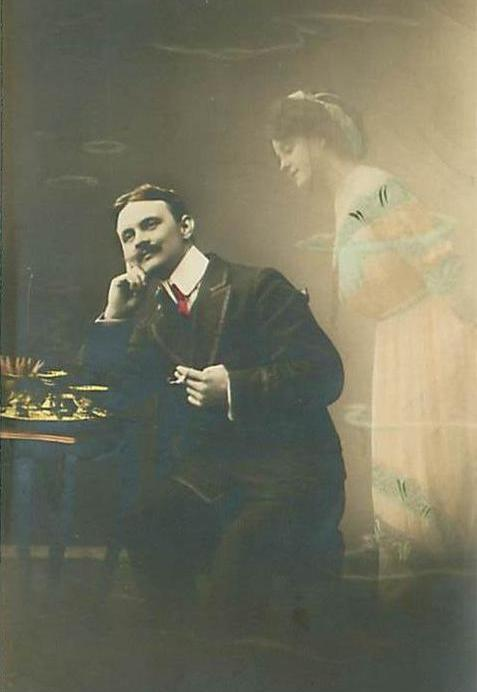
جلتمن خیالباف در سال ۱۹۱۲

خیالبافی نوعی تخیل انفعالی و یا تخیل آزاد و بی قید و شرط و نوعی صحنه پردازی ذهن است که در آن عقل و اراده نقشی ندارند و در داوری و اظهار نظر آن کنترلی نیست. هر آنگاه که ذهن فرد از امری ادراکی و عقلانی تهی بماند خیالبافی آن را پر می کند. در خیالبافی آدمی تابع آرزوهای خویش می شود و واقعیات را به گونه ای دیگر درک می کند. او ممکن است فردی مبغوض باشد ولی تصورش این است که همه او را دوست دارند. و با این تخیلات خوشایند می کوشد خود را شاد و خرسند نماید. آنچه را که او خیال می کند مقرون به حقیقت نیست و اغلب صورت گول زدن خود را دارد. و تنها فایده اش این است که نقش مسکن را برای آدمی ایفا می کند. همه آرزوها و تمایلات ارضا نشده او در عالم خیالبافی ارضا شدن و یا در حال برآورده شدن اند و این خود عاملی برای کاهش درد و رنج است.

## علل
خیالبافی راهی برای خروج از محیط استرس زا و ناخوشایند است گاهی افراد برای تجربه لحظه‌های لذتبخش دست به تخیل و خیالبافی می‌زنند فرد خیالباف می‌تواند تحت تأثیر عواملی تحریک شود دیدن فیلم یا گوش دادن به موسیقی می‌تواند فرد را وارد دنیای تخیل کند و او اتفاقاتی که دوست دارد برایش بیفتد را در دنیای غیرواقعی تصور می‌کند.
خیالبافی می‌تواند فرد را از زندگی واقعی خارج کند و تمرکز او را برهم بزند و او مدام به توهم و تخیل بپردازد گاهی فرد از زندگی ناامید می‌شود به دلیل آنکه نمی‌تواند به خواسته‌هایش که در دنیای خیال داشته برسد.

## خیال‌پردازی ناسازگار
خیال‌پردازی ناسازگار نوعی اختلال روانی است که فرد با خیال‌بافی بیش از اندازه در زندگی روزمره خود اختلال ایجاد می کند. خیال‌پردازی ناسازگار می تواند منجر به پریشانی شود یا جایگزین تعامل انسانی شود و ممکن است در عملکرد عادی انسان مثل رابطه اجتماعی یا کار اختلال ایجاد کند.

## درمان
به‌طور معمول روانشناسان نوشتن افکار روی کاغذ و خواندن آنها و گفتن جملاتی برای کنترل ذهن را از راه‌هایی برای جلوگیری از خیالبافی می‌دانند.